# Edgar (Name)
Edgar (auch Edhar) ist ein männlicher Vorname und Familienname.

## Herkunft und Bedeutung
Edgar, auch Edhar, ist ein Name angelsächsischen Ursprungs. Er ist aus ead (=Besitz oder Vermögen) und gar (=Speer) zusammengesetzt. „Der seinen Besitz mit dem Speer verteidigt...“

## Namenstag
- 8. Juli
- 10. September

## Varianten
Eadgar (altenglisch, ursprüngliche Namens-Form), Edgardo (ita.), Edgars (lettisch), Edhar (frz.), Edhai (sansk.), Ede, Edi/Eddi (Kurzformen), Edie/Eddie (amerik. Kurzform), Edy/Eddy (engl. Kurzform)

## Namensträger

### Herrscher
- Edgar (England) (939–975), König von England
- Edgar Ætheling (1051–1125), englischer Thronanwärter
- Edgar (Schottland) (1074–1107), König von Schottland

### Vorname
- Edgar Adrian, 1. Baron Adrian (1889–1977), britischer Physiologe
- Edgar Behr (1910–1985), deutscher Regattasegler
- Edgar Bessen (1933–2012), deutscher Schauspieler
- Edgar Rice Burroughs (1875–1950), US-amerikanischer Schriftsteller
- Edgar D. Bush (1873–1949), US-amerikanischer Politiker
- Edgar Çani (* 1989), albanischer Fußballspieler
- Edgar Cayce (1877–1945), US-amerikanisches Medium
- Edgar F. Codd (1923–2003), englischer Mathematiker und Wissenschaftler
- Edgar David Coolidge (1881–1967), US-amerikanischer Zahnmediziner
- Edgar D. Crumpacker (1851–1920), US-amerikanischer Politiker
- Edgar Davids (* 1973), niederländischer Fußballspieler
- Edgar Degas (1834–1917), französischer Maler
- Edgar Demange (1841–1925), französischer Jurist
- Edgar Drefenstedt (1921–2009), deutscher Didaktiker an der Akademie der Pädagogischen Wissenschaften der DDR
- Edgar Ende (1901–1965), deutscher Maler
- Edgar Ernst (Fußballspieler) (* 1934), deutscher Fußballtorwart
- Edgar Ernst (Manager) (* 1952), deutscher Wirtschaftsmanager
- Edgar Flatau (1892–1977), deutsch-britischer Schauspieler, Filmproduzent, Synchronautor und Dialogregisseur
- Edgar Forster (Unternehmer) (* 1944), deutscher Unternehmer, Autor und Politiker
- Edgar Froese (1944–2015), deutscher Musiker und Komponist
- Edgar Gärtner (* 1949), deutscher Ökologe und Sachbuchautor
- Edgar Granville, Baron Granville of Eye (1898–1998), britischer Politiker
- Edgar Gray (1906–1996), australischer Radrennfahrer
- Edgar Gretener (1902–1958), Schweizer Elektroingenieur
- Edgar Groll (1874–1949), deutscher Verwaltungsjurist
- Edgar Grospiron (* 1969), französischer Freestyle-Skier
- Edgar Haßmann (1884–1919), lettischer Pastor und evangelischer Märtyrer
- Edgar Hilsenrath (1926–2018), deutscher Schriftsteller
- J. Edgar Hoover (1895–1972), US-amerikanischer FBI-Chef
- Edgar Hoppe (* 1937), deutscher Schauspieler
- Edgar Krausen (1912–1988), deutscher Archivar und Historiker
- Edgar Lehr (* 1969), deutscher Herpetologe und Naturschützer
- Edgar Lein (* 1959), deutscher Kunsthistoriker und Hochschullehrer
- Edgar M. Marcus (* 1945), deutscher Schauspieler
- Edgar Mitchell (1930–2016), US-amerikanischer Astronaut
- Edgar Moron (1941–2023), deutscher Politiker (SPD)
- Edgar Most (1940–2015), deutscher Bankmanager
- Edgar Naujok (* 1960), deutscher Politiker
- Edgar Ott (1929–1994), deutscher Schauspieler und Synchronsprecher
- Edgar Allan Poe (1809–1849), US-amerikanischer Schriftsteller
- Edgar Reitz (* 1932), deutscher Regisseur
- Edgar Selge (* 1948), deutscher Schauspieler
- Edgar Tinel (1854–1912), belgischer Komponist, Pianist und Kirchenmusiker
- Edgar Trost (1940–2023), deutscher Generalleutnant und Historiker
- Edgar G. Ulmer (1904–1972), US-amerikanischer Regisseur
- Edgar Valdez Villarreal (* 1973), mutmaßlicher US-amerikanisch-mexikanischer Drogenhändler
- Edgar Varèse (1883–1965), französischer Komponist
- Edgar Wallace (1875–1932), englischer Schriftsteller
- Edgar Zilsel (1891–1944), österreichischer Philosoph und Soziologe
- Edgar Zoller (* 1958), deutscher Fußballspieler

### Familienname
- Boy Edgar (George Willem Fred Edgar; 1915–1980) niederländischer Jazzmusiker und Arzt
- Daisy Edgar-Jones (* 1998), britische Schauspielerin
- David Edgar (Dramatiker) (* 1948), britischer Dramatiker
- David Edgar (Schwimmer) (* 1950), US-amerikanischer Schwimmer
- David Edgar (Fußballspieler) (* 1987), kanadischer Fußballspieler
- Elizabeth Edgar (Botanikerin) (1929–2019), neuseeländische Botanikerin
- Frankie Edgar (* 1981), US-amerikanischer Kampfsportler
- Jan Edgar (1847–1900), österreichischer Schauspieler
- Jim Edgar (* 1946), US-amerikanischer Politiker
- Jonny Edgar (* 2004), britischer Automobilrennfahrer
- Joseph T. Edgar (1910–1990), US-amerikanischer Politiker
- Liz Edgar (Elizabeth Edgar; 1943–2020), britische Springreiterin
- Matthew Edgar (* 1986), englischer Dartspieler
- Owen Thomas Edgar (1831–1929), US-amerikanischer Soldat
- Robert Stuart Edgar (1930–2016), US-amerikanischer Genetiker
- Robert W. Edgar (1943–2013), US-amerikanischer Politiker
- Ross Edgar (* 1983), britischer Radsportler
- Tyrone Edgar (* 1982), britischer Leichtathlet